# Harald Hjärne

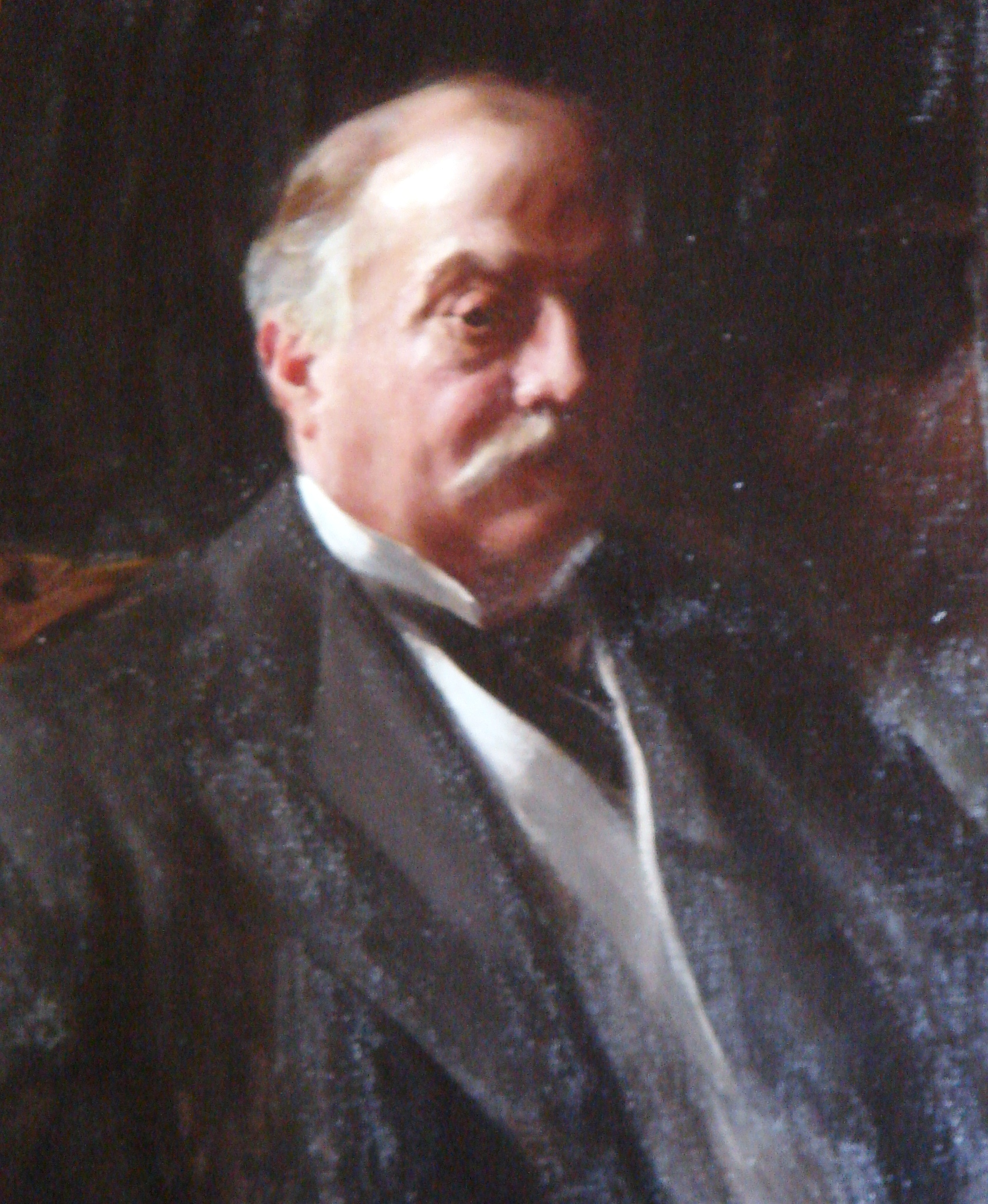
Harald Hjärne

Harald Gabriel Hjärne (* 2. Mai 1848 in Klastorp; † 6. Januar 1922 in Uppsala) war ein schwedischer Historiker.

## Leben
Hjärne begann 1865 sein Studium an der Universität Uppsala. Nach der Promotion zum Dr. phil. wurde er 1872 Dozent für Geschichte. Nach einem Intzermezzo als Lehrer in Göteborg kehrte er 1876 als Dozent nach Uppsala zurück. 1885 wurde er außerordentlicher Professor, von 1889 bis zur Emeritierung 1913 war er Ordinarius.
Er war ferner Mitglied der zweiten Kammer des Reichstags von 1902 bis 1908 und der ersten Kammer von 1912 bis 1918, wo er sich der konservativen framstegspartiet anschloss.
Hjärne begann mit Studien zur schwedischen Geschichte, insbesondere zum 16. und 17. Jahrhundert, dem sein besonderes Interesse galt. König Gustav II. Adolf pries er in einer auch ins Deutsche übersetzten Schrift als „Retter des Protestantismus“. Ein weiterer Schwerpunkt war die Geschichte Russlands.
Hjärne wurde 1880 in die Kungliga Samfundet för utgivande av handskrifter rörande Skandinaviens historia, 1889 in die Humanistiska vetenskapssamfundet i Uppsala, 1899 in die Kungliga Vitterhets Historie och Antikvitets Akademien, 1901 in die Königliche Gesellschaft der Wissenschaften in Uppsala und die Kungliga Vetenskaps- och Vitterhetssamhället i Göteborg und 1905 in die Königlich Schwedische Akademie der Wissenschaften aufgenommen, dazu in mehrere ausländische Akademien und Gelehrtengesellschaften. Von 1903 bis zu seinem Tod war er Mitglied der Schwedischen Akademie (Stuhl 10).